# Спасённое поколение
«Спасённое поколение» — советский фильм 1959 года режиссёра Юрия Победоносцева.

## Сюжет
Об учительнице Антонине Васильевне, сумевшей эвакуировать из осажденного Ленинграда в Кировскую область и воспитать нескольких детей-сирот.

### Реальная основа
Во время войны в Кировской области было более 200 интернатов с эвакуированными из Ленинграда детьми.
Имеется мнение, что в основе сюжета история детского интерната № 97 в деревне Утробино Просницкого района Кировской области — им стал в эвакуации ленинградский детский сад № 20 Кировского завода: его заведующая Анна Григорьевна Элькина вывезла 150 детей и 12 сотрудников, позже часть детей забрали в г. Челябинск, куда был эвакуирован Кировский завод.
Но по словам автора сценария Александра Штейна в основе — его впечатления от посещения в 1943 году интерната которым заведовала его сестра. Сценарий был написан в 1944 году, и востребованный только в 1958 году был переписан автором наново — преодолевая очерковатость текста написанного по тогда свежим впечатлениям (сам автор не считал это произведение удачным), им была добавлена одна сцена — автобиографичная — где моряк, приехавший с фронта в тыл на сутки повидать мать, оказывается единственным кроме мальчика-баяниста мужчиной на танцах и по очереди танцует со всеми женщинами:

Я писал эту сцену с горькой натуры: в сорок третьем году ездил к матери и сестре в Кировскую область, на станцию Просницу, где находился интернат для детей ленинградских воинов, в котором директорствовала моя сестра. И, прощаясь со мною, воспитательницы интерната, жены воинов-ленинградцев, устроили в столовой бал, и играл баян, и я был единственным кавалером…— автор сценария Александр Штейн

## В ролях
- Раиса Куркина — Антонина Васильевна
- Кира Жаркова — Матвеевна
- Николай Елизаров — Морозов
- Анастасия Филиппова — Екатерина Митрофановна
- Александр Дегтярь — Василий
- Вячеслав Шалевич — Николай
- Евгений Тетерин — врач
- Ольга Маркина — Елена Петровна
- Марина Гаврилко — тётя Дуся
- Михаил Трояновский — Лабчинский
- Алексей Барндык — Дёмин
- Борис Токарев — Виктор Иванов
- Ольга Великанова — Фенька
- Саша Барабанов — Долгов
- Валерий Зубарев — Сергунька
- Вадим Захарченко — шофёр
- Вера Липсток — жена Степана
- Борис Кордунов — военный хирург
- Наталия Селивёрстова — эпизод
- Николай Кузьмин — Степан, отец Лизы
- Игорь Боголюбов — отец Виктора
- Майя Блинова — Самсонова
- Николай Гарин — член военного совета
- Зоя Толбузина — Зина, воспитательница
- Александр Афанасьев — Прокуров
- Маргарита Жарова — колхозница
- Николай Юдин — сторож в школе
- Олег Мокшанцев — военврач

## Критика
Критикой фильм был назван слабым, средним. Также была оценена игра актёров:

Раисе Куркиной, исполнявшей главную роль, помешала по-настоящему раскрыться та суровая замкнутость, которая должна была стать лишь оболочкой сильного и сложного характера, а стала, по существу, его единственной краской.— Искусство кино, 1961
При этом критика высоко оценила работу маленьких актёров, так Борис Токарев «сыграл искренне, убедительно, тонко».